# 竹原友三郎 (初代)
初代 竹原 友三郎（たけはら ともさぶろう、1849年7月30日〈嘉永2年6月11日〉 - 1918年〈大正7年〉9月18日）は、明治から大正にかけて大阪市を拠点に活動した両替商・株式仲買人（大阪株式取引所取引員）である。大阪「竹原商店」店主。

## 経歴
初代の竹原友三郎は、嘉永2年6月11日（新暦：1849年7月30日）、竹原源七の次男として生まれた。摂津国高槻（現・大阪府高槻市）の出身で、家は刀剣商であった。安政5年2月（1858年）、大阪で両替商を営む家へ奉公に入る。10年ほど勤めたのち塗物商の家へと移るが、明治維新で実家の刀剣商が成り立たなくなったため明治4年（1871年）に高槻の実家へ帰った。
高槻では雑貨商を開く。1877年（明治10年）、西南戦争勃発を機に熊本へと移り、同地で雑貨商・両替商を営みつつ刀剣類を買い入れた。1880年（明治13年）になり熊本を離れ、熊本で蓄えた資本を元に大阪で両替商「竹原商店」を開く。翌年2月、兄・源次郎の跡を継ぎ竹原家を相続。1882年（明治15年）4月には初めて大阪株式取引所の株式仲買人（一般取引員）となった。その後仲買業の廃業と開業を繰り返すが1893年（明治26年）7月以後は継続している。大阪株式取引所では1908年（明治41年）3月から1910年（明治43年）5月まで仲買人組合委員も務めた。
両替商・仲買商を営みつつ日清戦争後および日露戦争後の株高に乗じて株式投資にて財を成した。この利益金を土地・家屋の購入に充てたことから、大阪・高槻や神戸にて貸家業も営んだ。土地事業では泉尾土地株式会社という会社の監査役に1911年（明治44年）2月就任している。同社は大阪の泉尾新田（現・大正区泉尾）に北村六右衛門が持っていた土地を基礎として1904年（明治37年）に起業された会社である。
泉尾土地監査役は1918年（大正7年）2月まで務めた。同年9月18日、体調を崩して今橋の自宅で療養中のところ誤嚥による窒息で急死した。69歳没。死後、養子の義一が襲名（2代竹原友三郎）し竹原商店を継いだ。

## 家族・親族
実弟に太田聿郎（1855年生）と竹原久吉（1858年生）がいる。このうち竹原久吉も大阪株式取引所の仲買人となった。養子となった竹原義一（1891年生）は太田聿郎の長男であり甥にあたる。
養子は義一のほか竹原荘治郎（1879年生、大阪府・泉谷要介の五男）がいたが、1908年（明治41年）に分家している。